# GOTTA FRIDAY
『GOTTA FRIDAY』（ゴッタ・フライデー）は、2005年10月7日から2009年3月27日までエフエム岩手で放送されていたワイド番組である。放送時間は毎週金曜 9:00 - 14:55（日本標準時）。
パーソナリティは古賀徹（当時エフエム岩手アナウンサー）と高橋ちえが、リポーターは渡辺亜里（当時エフエム岩手アナウンサー、2005年10月 - 2006年9月）と柳咲恵（2006年10月 - 2009年3月）が務めていた。
番組内で流れる楽曲は、すべてリスナーからのリクエスト曲であった。

## コーナー
GOTTA Sports
9:10頃から放送。県内のスポーツの話題を紹介するコーナー。
Area GOTTA
10:30頃と13:50頃から放送。岩手県内各地からの中継リポートコーナー。
GOTTA Talks
11:30頃から放送。リスナーと電話をつないでトークをするコーナー。
GOTTA Interview
13:00頃から放送。アーティストをゲストに迎えてのトークコーナー。事前収録した音源を流すことが多かったが、ゲストが生出演する回もあった。
月間acute情報デリバリー
13:30頃から放送。盛岡市のタウン情報誌『月刊acute』とのコラボレーションコーナーで、前々番組『Goody Friday Heart Beat Cafe』の頃から行われていた。
GOTTA Journey
14:20頃から放送。当時盛岡市にあった「トラベル＆カフェ journey」の北田代表による旅の情報提供コーナー。
GOTTA LINKS
月に1回の放送。JFN各局のパーソナリティと情報交換をするコーナー。
FM岩手ニュース
9:55と11:55から放送。
TRAFFIC INFORMATION
9:53頃と12:55頃から放送。
FMラジオショッピング
10:10と14:15から放送。祝日には放送なし。
防災インデックス
12:50 - 12:55に放送。

## 内包番組
赤坂泰彦のディア・フレンズ（TOKYO FM）
11:00 - 11:30に放送。
i-LAND in TOHOKU（Date FM）
12:00 - 12:50に放送。